# Le Chemin
 Le Chemin  es una comuna y población de Francia, en la región de Champaña-Ardenas, departamento de Marne, en el distrito de Sainte-Menehould y cantón de Givry-en-Argonne.
Su población en el censo de 1999 era de 40 habitantes.
Está integrada en la Communauté de communes de la Région de Givry-en-Argonne.

## Demografía
| 126 | 86 | 54 | 51 | 50 | 40 |
| Para los censos de 1962 a 1999 la población legal corresponde a la población sin duplicidades (Fuente: INSEE [Consultar]) |    |    |    |    |    |

- Datos: Q674777
- Multimedia: Le Chemin / Q674777

1. ↑  Worldpostalcodes.org, código postal n.º 51800.
2. ↑  INSEE, Datos de población para el año 2012 de Le Chemin (en francés).